# Angela Kang
Angela Kang, née le 23 mars 1976, est une écrivaine de télévision américaine connue pour avoir été showrunner de la série dramatique d'horreur d'AMC The Walking Dead au cours des trois dernières saisons.

## Jeunesse
Kang est née et grandit à Irvine, en Californie, fille d'immigrants coréens de la classe ouvrière, Elle obtient un baccalauréat ès arts en anglais et en théâtre de l'Occidental College de Los Angeles, en 1998, après quoi elle publie plusieurs nouvelles et poèmes, et écrit également un certain nombre de pièces de théâtre. Elle retourne finalement à l'école où elle obtient une maîtrise en beaux-arts en scénarisation de l'Université de Californie du Sud, où elle reçoit la bourse de fin d'études Annenberg,.

## Carrière télévisuelle
Son premier emploi dans l'industrie de la télévision survient lorsqu'elle travaille comme stagiaire pour la série dramatique médicale d'ABC Grey's Anatomy and Private Practice. Son premier travail en tant que rédactrice est pour la série post-apocalyptique non diffusée de NBC Day One, qu'elle obtient à la sortie de ses études supérieures. Peu de temps après, elle est embauchée comme rédactrice pour la série FX de courte durée Terriers, dont elle écrit deux épisodes. Elle écrit également les courts métrages Slow Pitch in Relief (2009) et Harlequin (2004).
En 2011, elle rejoint l'équipe de rédaction de la célèbre série dramatique d'horreur AMC The Walking Dead en tant que rédactrice d'histoire pour la saison deux. Elle est promue productrice pour la saison trois (2012-2013), co-productrice déléguée pour la saison cinq (2014-2015) et show runner pour les saisons neuf à onze (2018-2022). Kang joue également dans Talking Dead, un talk-show parlant de The Walking Dead et de Fear the Walking Dead. Après la conclusion de la 11e et dernière saison de The Walking Dead, Kang est annoncée comme show runner de la série dérivée The Walking Dead: Daryl Dixon, initialement prévue pour se concentrer sur les personnages de Daryl Dixon (Norman Reedus) et de Carol Peletier (Melissa McBride). En avril 2022, elle quitte le projet en tant que show runner, mais reste en tant que productrice exécutive. En 2022, elle signe un accord global avec Amazon et rejoint la série Sony/Marvel Silk : Spider-Society en tant que show runner.

## Travaux

### Terriers
- Rédactrice – 12 épisodes (2010)
- Écrivaine – 2 épisodes (2010)

### The Walking Dead
- Productrice - 32 épisodes (2012-2014)
- Co-productrice déléguée – 64 épisodes (2014-2018)
- Productrice déléguée – 62 épisodes (2018-2022)
- Écrivaine – 28 épisodes (2011-2021)
- Éditrice d'histoire - 13 épisodes (2011-2012)
- Téléplay – 1 épisode (2017)